# Hans-Ullrich Gallwas

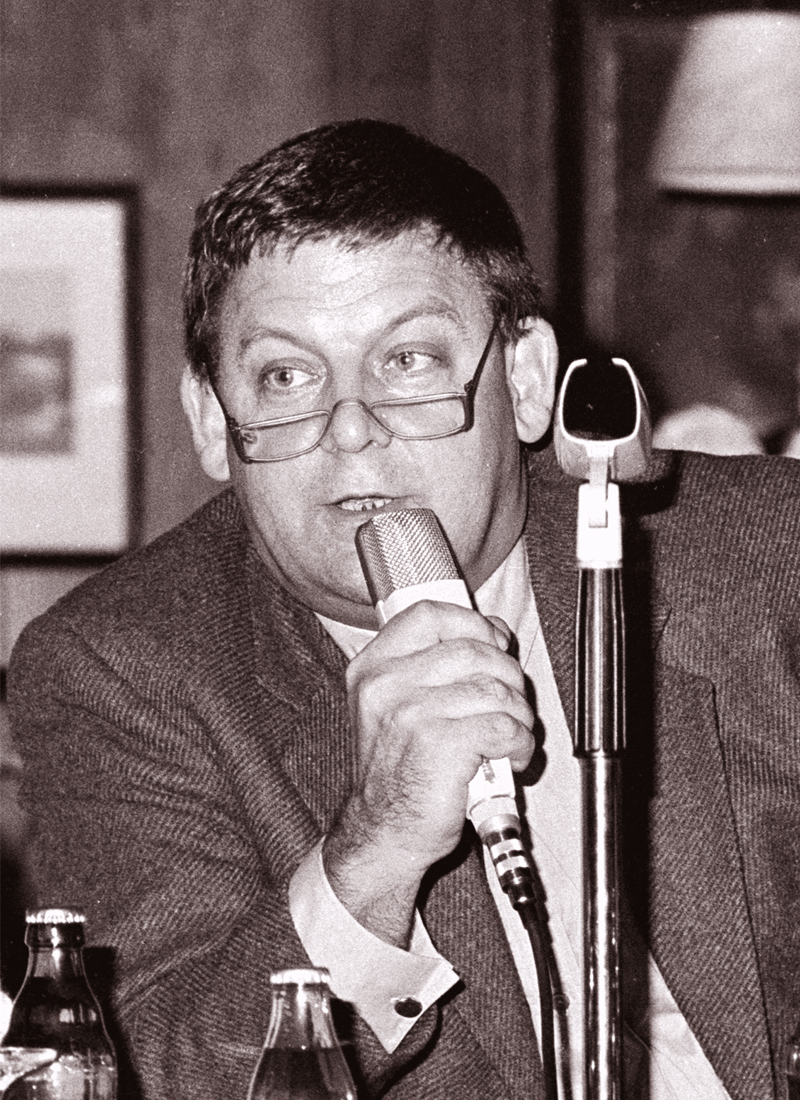
Hans-Ullrich Gallwas (1986)

Hans-Ullrich Gallwas (* 30. April 1934 in Breslau; † 13. April 2023) war ein deutscher Rechtswissenschaftler, Hochschullehrer und Autor.

## Werdegang
Gallwas studierte Rechtswissenschaften; seine erste und zweite juristische Staatsprüfung legte er an der Universität München ab. 1961 promovierte er an der dortigen juristischen Fakultät mit seiner Dissertationsschrift Mißbrauch von Grundrechten; 1968 erfolgte ebenfalls in München seine Habilitation mit dem Thema „Faktische Beeinträchtigungen im Bereich der Grundrechte“. Von 1969 bis 1972 folgten Lehrstuhlvertretungen in München, Konstanz und Augsburg. 1972 wurde Gallwas dann Professor für Staats- und Verwaltungsrecht an der Universität München. Hier lehrte und forschte er bis zu seiner Emeritierung 1999.
Im September 2019 gehörte er zu den etwa 100 Staatsrechtslehrern, die sich mit dem offenen Aufruf zum Wahlrecht Verkleinert den Bundestag! an den Deutschen Bundestag wandten.
Gallwas war Mitglied der Ethikkommission der Medizinischen Fakultät der LMU.

## Werke
- Aids und Recht. Dokumentation eines interdisziplinären Symposiums in Marburg vom 29. September bis 1. Oktober 1989. Stuttgart 1992, ISBN 3-415-01722-2.
- Grundrechte. 2. Auflage. Luchterhand, Neuwied 1995, ISBN 3-472-02325-2.
- Bayerisches Polizei- und Sicherheitsrecht. 3. Auflage. Boorberg, Stuttgart u. a. 2004, ISBN 3-415-03174-8.